# Chameza
Chameza é um município da Colômbia, localizado no departamento de Casanare.